# جو تي فورد
جو تي فورد (بالإنجليزية: Joe T. Ford)‏ هو رائد أعمال أمريكي، ولد في 24 يونيو 1937 في كونوي في الولايات المتحدة.

## وصلات خارجية
- جو تي فورد على موقع إن إن دي بي (الإنجليزية)